# Stephan Jaray-Janetschek
Stephan Jaray-Janetschek (* 2. Dezember 1868 in Pest; † 9. Februar 1945 Budapest) war ein ungarischer Komponist.

## Leben
Stephan Janetschek wuchs in einem musikalischen Elternhaus auf. Sein Vater Joseph Janetschek war Flötist am Deutschen Theater in Budapest, seine jüngere Schwester Aloisia (1871–1947) Konzertpianistin und sein Onkel Alois Janetschek Kirchenmusikdirektor in Karlsbad, wo dieser im August 1896 den kranken Johannes Brahms unterstützte.
Er war verheiratet mit Anna Stehlik.
Bela Ossietzky (ungarisch: Oszetzky), Firmpate von Janetschek und Journalist, riet ihm, seinen Namen zu magyarisieren und den Namen ‚Jaray‘ zu ergänzen. Als der Zweite Weltkrieg begann, änderte er auch seinen Vornamen zu István.

## Musikalische Laufbahn
Ersten Klavierunterricht erhielt er zusammen mit seiner Schwester bei einem Hauslehrer namens Koschier. Nach Aufnahme 1883 an die Musikakademie in Budapest nahm er Klavierunterricht bei Henri Gobbi, wechselte 1884 ins Orgelfach zu Hans Koessler, besuchte Meisterkurse im Klavier- und Orgelspiel bei Franz Liszt, besuchte die Chorklasse und erhielt ebenfalls bei Hans Koessler Kompositionsunterricht. Sein Abschlussdiplom machte er 1888 als Organist.
Er wurde Chorregent an der griechisch-orthodoxen Kirche am Petöfi-Platz. Da die Kirche keine Orgel besaß, bearbeitete er die liturgischen Gesänge für vierstimmigen Männerchor.
Er gab Klavier- und Orgelunterricht für den Fürsten Esterhazy in Eisenstadt. Dort entstanden das Klavierkonzert op. 44 und 1924 das Kammerkonzert op. 46. Die Konzerte wurden von Emánuel Hegyi (1877–1944) und Jeanne-Marie Darré unter Antal Fleischer (1891–1945) uraufgeführt.
Er unterrichtete als Privatmusiklehrer und war von 1921 bis 1934 Lehrer für Klavier im Nebenfach an der Musikakademie in Budapest.
Er unterrichtete auch seinen Neffen, den Komponisten Stephan Cosacchi, als Klavier-, Orgel-, Geigen- und Flötenlehrer.
Jaray-Janetschek war zeit seines Lebens in erster Linie Komponist, der nicht als Interpret, auch nicht seiner eigenen Werke, auftrat.

## Werke (Auswahl)
Seine Werke sind heute weitgehend vergessen, einzig die Aufnahme der Toccata von 1931 durch Jeanne-Marie Darré zeugt von der Virtuosität seiner Klavierwerke.
Jaray-Janetschek war als Komponist ein Eklektiker, der sich wesentlicher Merkmale verschiedener Richtungen bediente, aber kein Neuerer wie der nur 13 Jahre jüngere Béla Bartók, dessen Musik er wenig schätzte.
- Op. 44 Klavierkonzert
- Op. 46 Kammerkonzert für Klavier und Orchester, 1924
- Op. 48 Sonate für Violine und Klavier, 1922
- Op. 49 Sonate für Flöte und Klavier
- Op. 50 Sonate für Violoncello und Klavier, 1923
- Op. 53 Klaviertrio, 1928
- Op. 70 Toccata für Klavier, 1930

Bela Ossietzky schrieb verschiedene Libretti für Jaray-Janetschek, die dieser als Opern oder Ballette vertonte. Diese Werke sind im Druck nicht nachweisbar.